# الزيارة (مسلسل)
الزيارة هو مسلسل رعب لبناني من إخراج أدولفو مارتينيز، وبطولة دينا الشربيني، تقلا شمعون، كارول عبود وإيلي متري، تم عرض أول حلقة على منصة شاهد.نت في 7 ديسمبر 2021.

## قصة المسلسل
ترصد الأحداث حكاية إنصاف التي تصل من القاهرة إلى بيروت سنة 1981، في زيارة غير متوقعة لأحد المنازل، والهدف من هذه الزيارة هو إزالة لعنة عائلة «حداد» والتخلّص من الشر المسيطر عليهم وعلى منزلهم، ومنذ لحظة وصولها تقع أحداث خارقة للطبيعة ومليئة بمفاجآت مرعبة، لتكتشف إنصاف لاحقًا السر المخيف، وهو أن هذه هي اللعنة ذاتها التي أفقدتها عائلتها.

## طاقم التمثيل
- دينا الشربيني: (إنصاف / رحيمة)
- ربيع الزهر: (يوسف)
- كارول عبود: (ناتالي)
- إيلي متري: (فارس)
- سيرينا الشامي: (ريتا)
- عبدو شاهين: (داود)
- سينتيا كرم: (فيرا)
- هبة شيحان: (سيلفيا)
- مارلين نعمان: (آمال)
- تقلا شمعون
- دوري السمراني: (سليمان)